# ۱۹۸۴ (ترانه)
«۱۹۸۴» ترانه‌ای از دیوید بویی، موسیقی‌دان انگلیسی، از آلبوم سال ۱۹۷۴ او سگ‌های الماسی است که به‌عنوان تک‌آهنگ در ایالات متحده و ژاپن منتشر شد. این اثر که در سال ۱۹۷۳ نوشته شد، از رمان ۱۹۸۴ جرج اورول الهام گرفته شد و مانند بسیاری از قطعات آلبوم، در ابتدا برای تئاتر موزیکالی بر اساس این رمان در نظر گرفته شده بود، که هرگز به مرحله ساخت نرسید زیرا سونیا، بیوهٔ اورول، اجازه ساخت آن را نداد.